# Omphale
Pour les articles homonymes, voir Omphale (homonymie).
Dans la mythologie grecque, Omphale (Ὀμϕάλη en grec) est une reine de Lydie, fille du roi Iardanos. Selon d'autres sources, elle aurait été la fille ou l'épouse du dieu des montagnes, Tmolos (roi de Lydie), puis reine à son tour quand ce dernier fut empalé. Elle est connue pour la période de servitude à laquelle le héros grec Héraclès fut contraint de se plier chez elle.

## Mythe antique

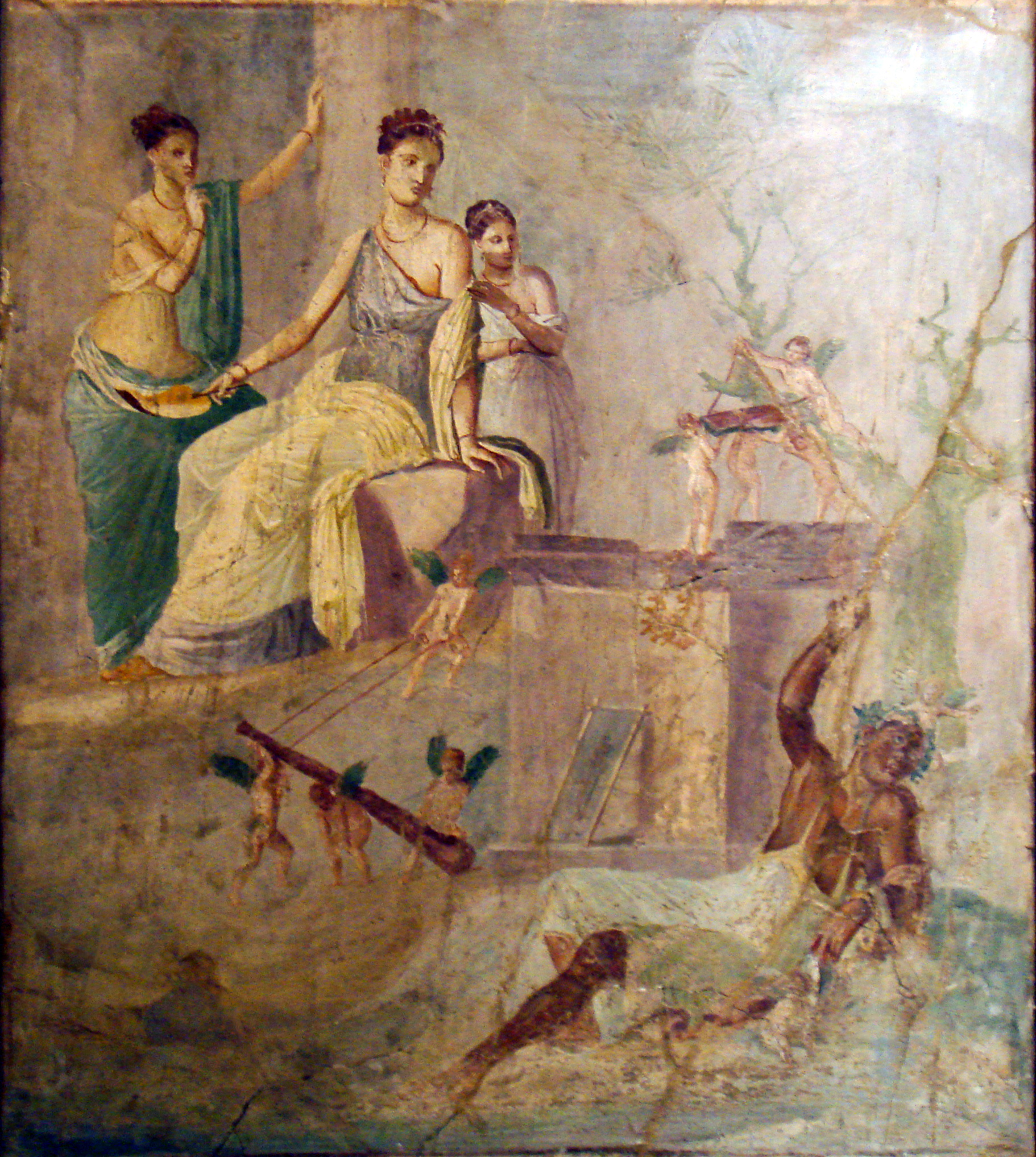
Héraclès ivre et Omphale. Fresque antique de Pompéi.

C'est l'oracle d'Apollon qui prescrivit à Héraclès de se vendre comme esclave à la reine de Lydie afin de se purifier du meurtre particulièrement honteux d'un certain Iphitos. Après lui avoir imposé un certain nombre de travaux - il dut lutter contre les Cercopes, contre Sylée et contre les Itones - la reine libéra le héros de son esclavage et l'épousa. Ce mythe de soumission d'un héros particulièrement viril aux caprices d'une femme en guise d'expiation d'un crime apparaît déjà dans Les Trachiniennes de Sophocle, puis a été développé jusqu'à mettre en scène chez certains auteurs une inversion symbolique des rôles dans le couple, ainsi sur un mode humoristique chez Ovide dans le monde romain aux temps de l'empereur Auguste ; on le trouve ensuite sur un mode sexuellement ambigu dans les siècles suivants, comme dans cet exemple :

« Tandis qu'Omphale, couverte de la peau du lion de Némée, tenait la massue, Héraclès, habillé en femme, vêtu d'une robe de pourpre, travaillait à des ouvrages de laine, et souffrait qu'Omphale lui donnât quelquefois de petits soufflets avec sa pantoufle »

— Lucien de Samosate, Comment il faut écrire l'histoire, X.
 Le compte rendu de la vie et des exploits d'Héraclès de Diodore de Sicile, antérieur à Ovide, ne contient pas cette scénarisation, qui devint assez populaire dans le monde romain ; on la trouve ainsi représentée parfois parmi les autres travaux du héros (voir la mosaïque ci-dessus).
Aux IVe – IIIe siècle av. J.-C., l'auteur grec Palaiphatos de Samos donne dans ses Histoires incroyables une variante différente de l'histoire. Selon lui, Héraclès ne fut pas l'esclave d'Omphale : elle feignit d'être amoureuse, et lui, amoureux, lui donna un enfant. Pris de passion pour elle, soumis, il faisait ce qu'Omphale lui commandait.
Héraclès eut d'Omphale une nombreuse descendance, dont un fils nommé Alcée, ou Achélès (ou Agélaos) ; les Héraclides de Lydie et Crésus prétendaient en être les descendants.
Héraclès, durant son esclavage, selon son habitude, n'observa pas au sujet de cette princesse une fidélité scrupuleuse et courtisa une de ses suivantes, Malis.

## Pratiques magico-religieuses antiques

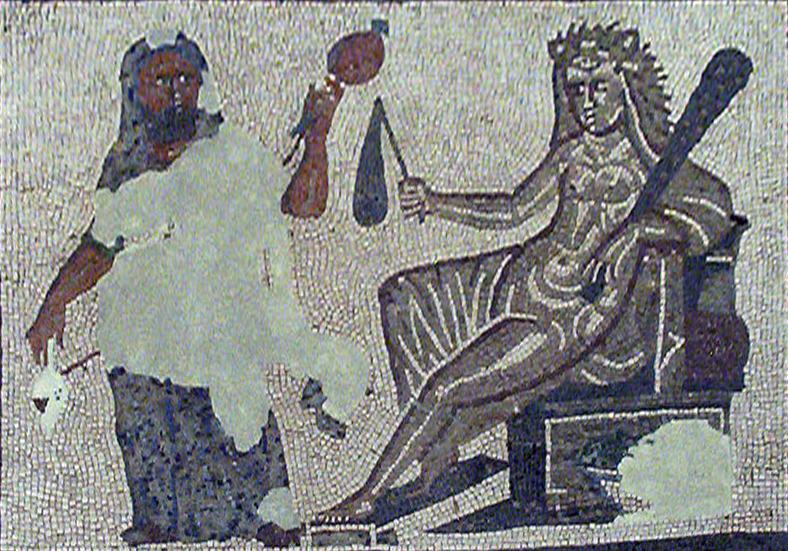
Héraclès et Omphale, détail de la mosaïque des douze travaux de Liria (Espagne), première moitié du III.

Des amulettes représentant Omphale et Hercule sont utilisées pour protéger femmes enceintes et enfants à naître dans le monde gréco-romain.

## Postérité après l'Antiquité

### Littérature
En 1834, l'écrivain français Théophile Gautier publie une nouvelle fantastique intitulée Omphale et sous-titrée La Tapisserie amoureuse, histoire rococo (allusion au mouvement artistique du rococo qui s'est épanoui au siècle précédent). La nouvelle met en scène une tapisserie représentant Omphale et dotée de propriétés magiques, puisque le narrateur se convainc peu à peu que la femme de la tapisserie est vivante et en tombe amoureux.
Omphale est parfois présente par le biais de simples références. À la fin de la pièce Le Père, achevée par le dramaturge suédois August Strindberg en 1887, le héros masculin qui a perdu contre son épouse crie à celle-ci « Omphale, Omphale ! ». La comparaison revient à dénoncer le traitement inique qu'elle lui inflige.
Le poète et écrivain français Guillaume Apollinaire intègre un court poème pornographique sur Hercule et Omphale dans son roman Les Onze Mille Verges publié en 1907.
Le Rouet d'Omphale est le titre d'un poème de Victor Hugo, dans Les Contemplations (II.3). Il pourrait avoir inspiré le poème symphonique de Saint-Saens, puisqu'ils comportent le même anachronisme : le rouet était inconnu des anciens.

### Peinture

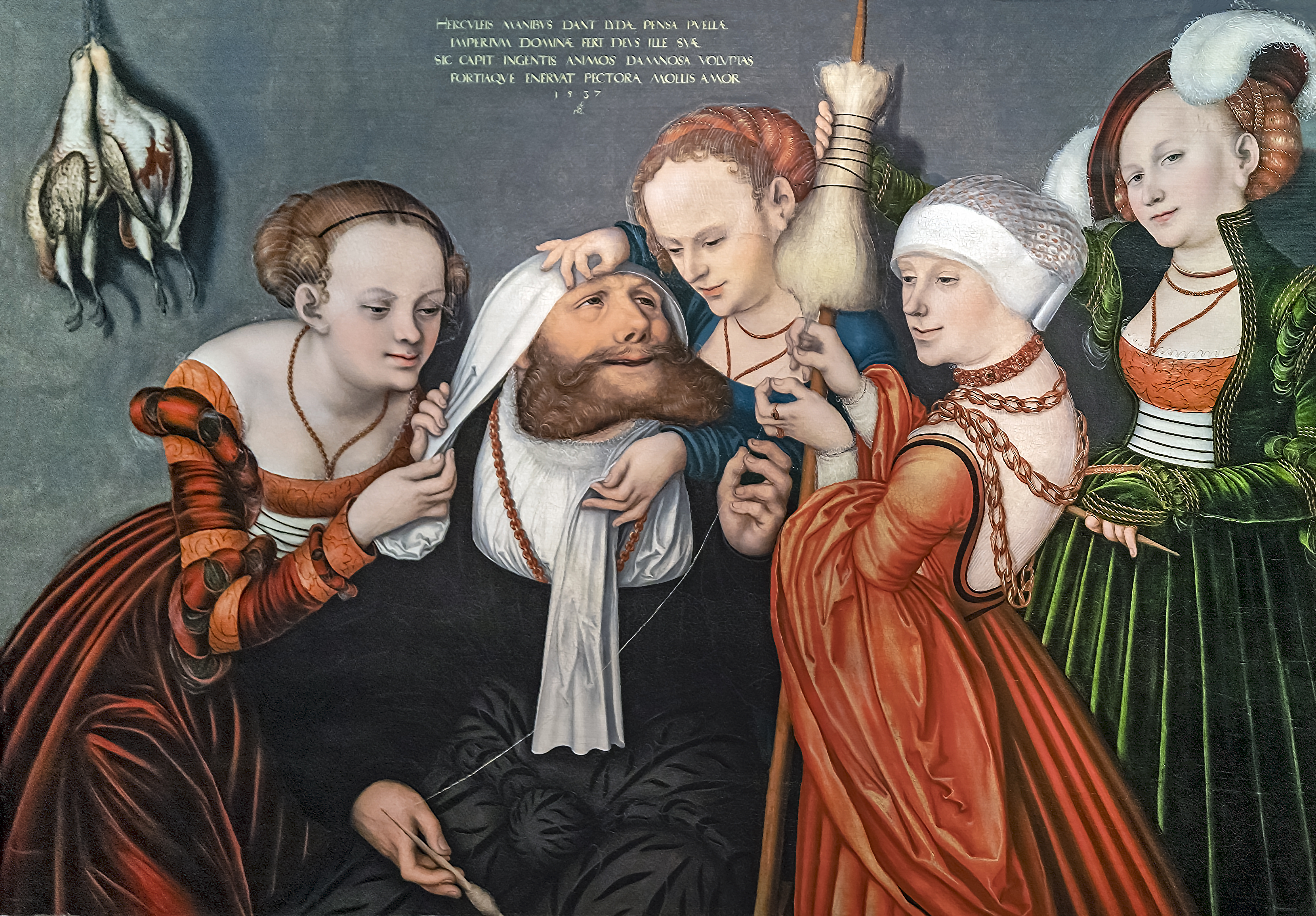
Hercule à la cour d'Omphale de Lucas Cranach l'Ancien, 1537. Fondation Bemberg.

Au Moyen âge et à l'époque moderne, Hercule et Omphale sont régulièrement représentés dans la peinture classique puis académique.
Au XVIe siècle, Lucas Cranach l'Ancien peint plusieurs tableaux montrant Hercule et Omphale. Le plus connu, peint autour de 1537, est conservé au musée Herzog Anton Ulrich en Allemagne. Au centre de ce tableau, Hercule, barbu, tourné vers la droite, tient un fuseau au creux de son bras gauche et le fil dans la main droite. Il est entouré par trois servantes d'Omphale occupées à l’habiller en femme : deux servantes situées derrière lui ajustent une coiffe féminine blanche sur sa tête et un col blanc ; la troisième, debout devant lui, lui montre comment dévider le fil du fuseau. Sur la droite du tableau, Omphale contemple la transformation d'un air satisfait.

Vers 1606-1607, Pierre-Paul Rubens peint Omphale tirant l'oreille à Hercule, le tableau a peut-être été réalisé à Gênes au cours de son séjour italien et se trouve au musée du Louvre depuis 1938.
En 1607, le peintre flamand Abraham Janssens peint le tableau Hercule, Pan et Omphale. Artemisia Gentileschi réalise son Hercule et Omphale vers 1635-1637.
Toujours au XVIIe siècle, le peintre italien Michele Desubleo peint un tableau Hercule et Omphale : dans un décor naturel avec arbres et ciel nuageux, Hercule, assis à gauche de trois quarts dos, tend une main vers Omphale, montrée de face, assise et tenant déjà la massue du héros. Derrière Omphale, trois femmes regardent et commentent la scène.

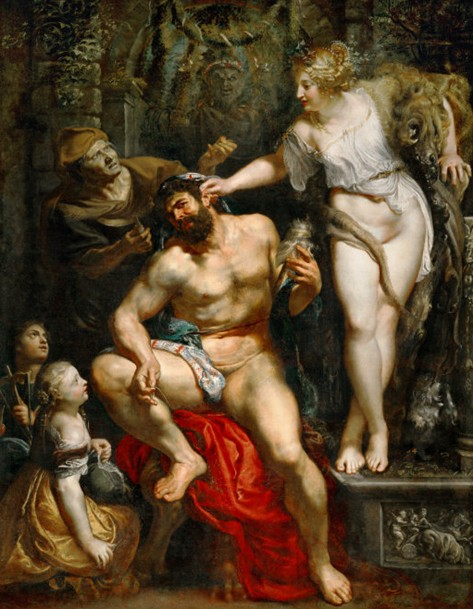
RUBENS Pierre Paul, 1605ca, Hercule et Omphale - Musée du Louvre Paris
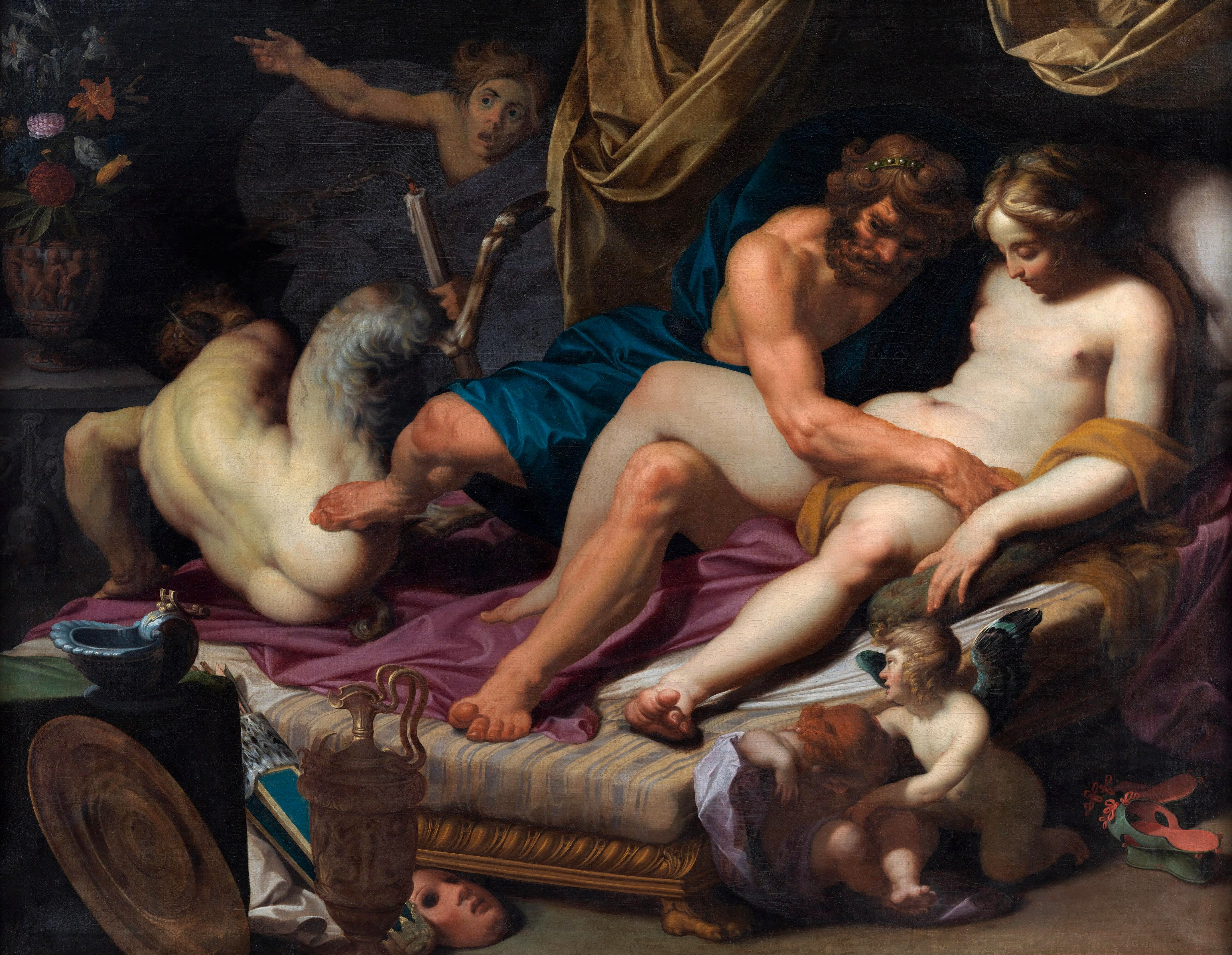
Jan Janssens 1607, Hercule Pan et Omphale -
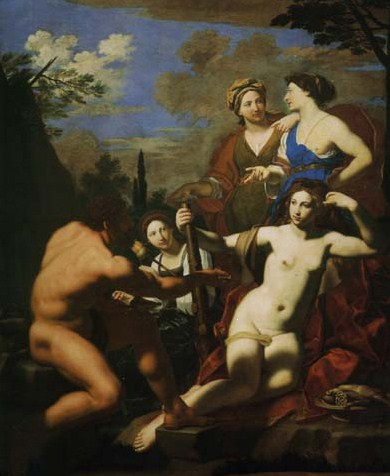
Michele Desubleo, 17ème - Hercule et Omphale - Sienne Pinacothèque nationale

Au XVIIIe siècle, le peintre François Lemoyne peint un couple Hercule et Omphale particulièrement amoureux et le peintre français François Boucher peint  son Hercule et Omphale, tableau érotique montrant les amants nus, tous les deux et occupés à se caresser sur un lit, deux Éros jouent l'un avec la peau de lion d'Hercule, l'autre avec le fuseau d'Omphale, allusion à l'échange des vêtements du mythe antique.

François Lemoyne, 1724, Hercule et Omphale - Musée du Louvre, Paris.
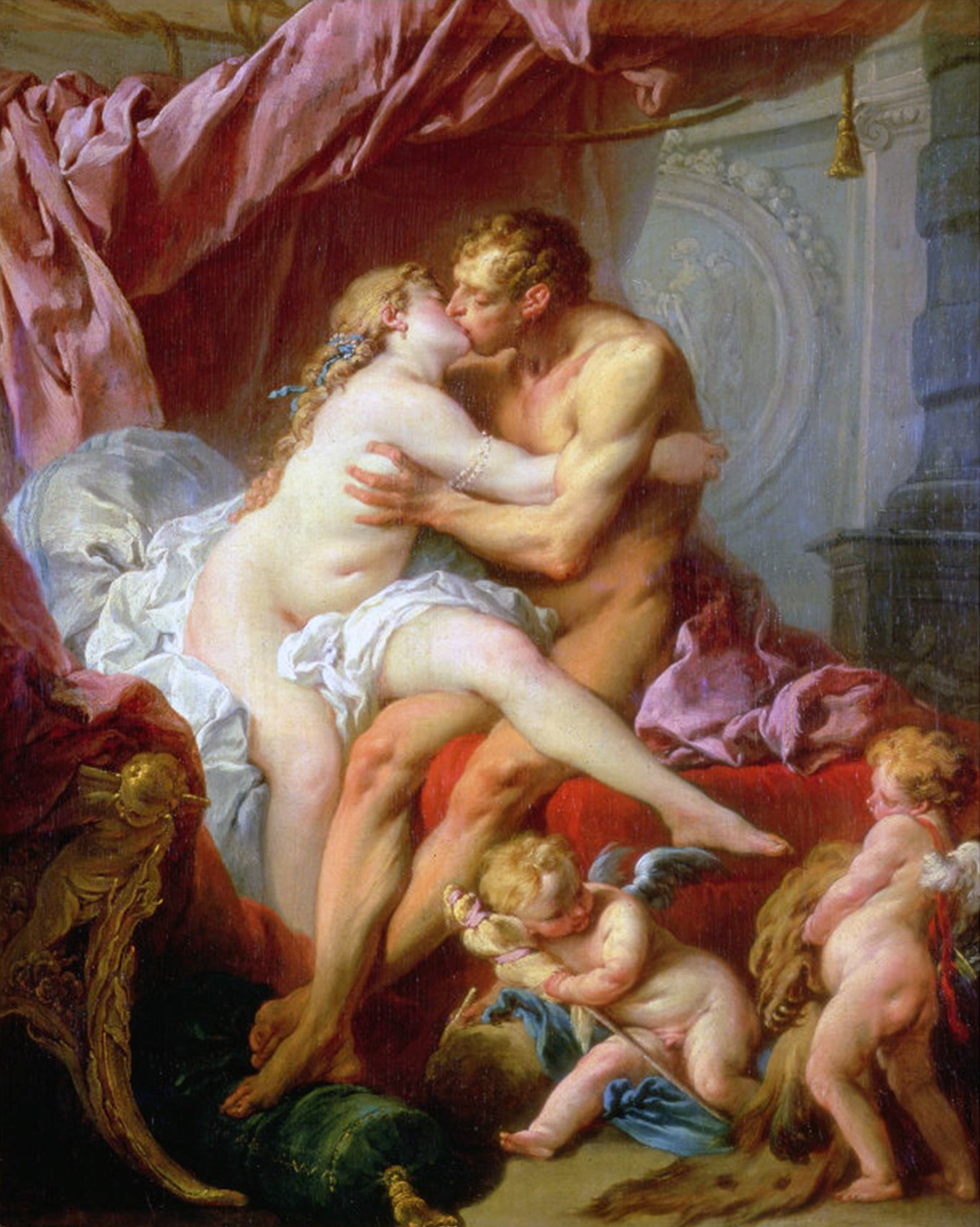
François Boucher, 1735, Hercule et Omphale - Musée Pouchkine, Moscou.

Au XIXe siècle, les peintres Gustave Boulanger et Joseph Dantan utilisent le sujet en marquant la soumission de Hercule à Omphale.
An début du XXe siècle, le peintre britannique Byam Shaw représente la reine Omphale, au garde-à-vous, prenant fièrement la pose devant une tapisserie représentant les Travaux d'Hercule, revêtant la peau du lion de Némée et portant la massue, les attributs de Hercule.

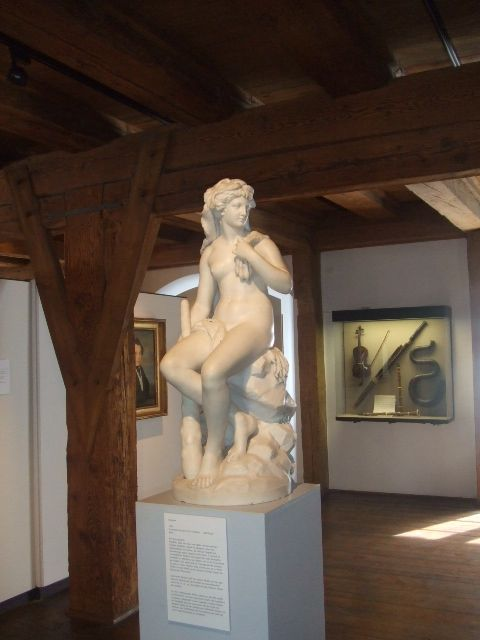
Constantin Dausch, XIXe siècle, Omphale - Kornhaus Stadtisches museum.
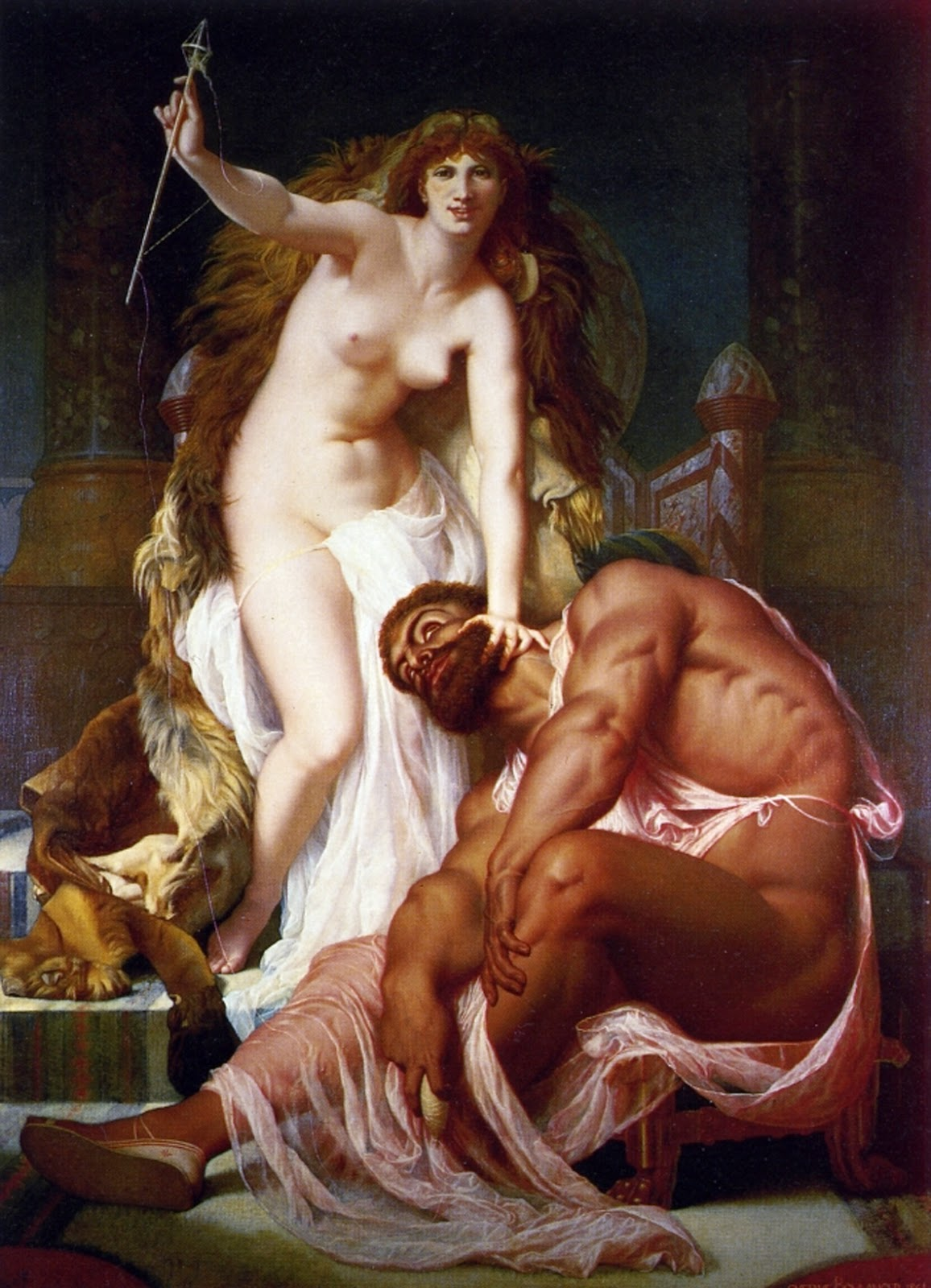
Gustave Boulanger 1864, Hercule et Omphale.
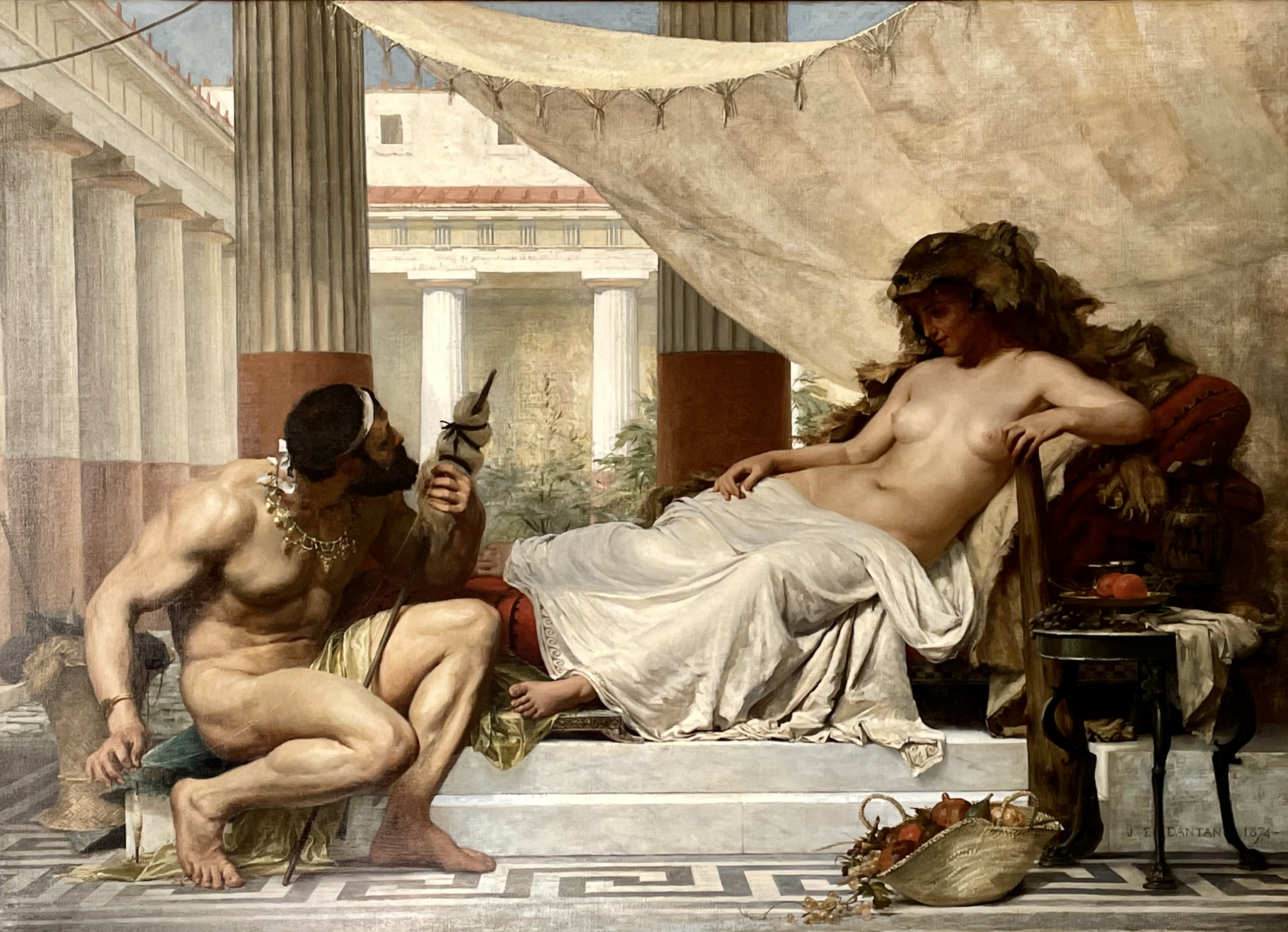
Joseph Dantant, 1874, Hercule aux pieds d'Omphale.
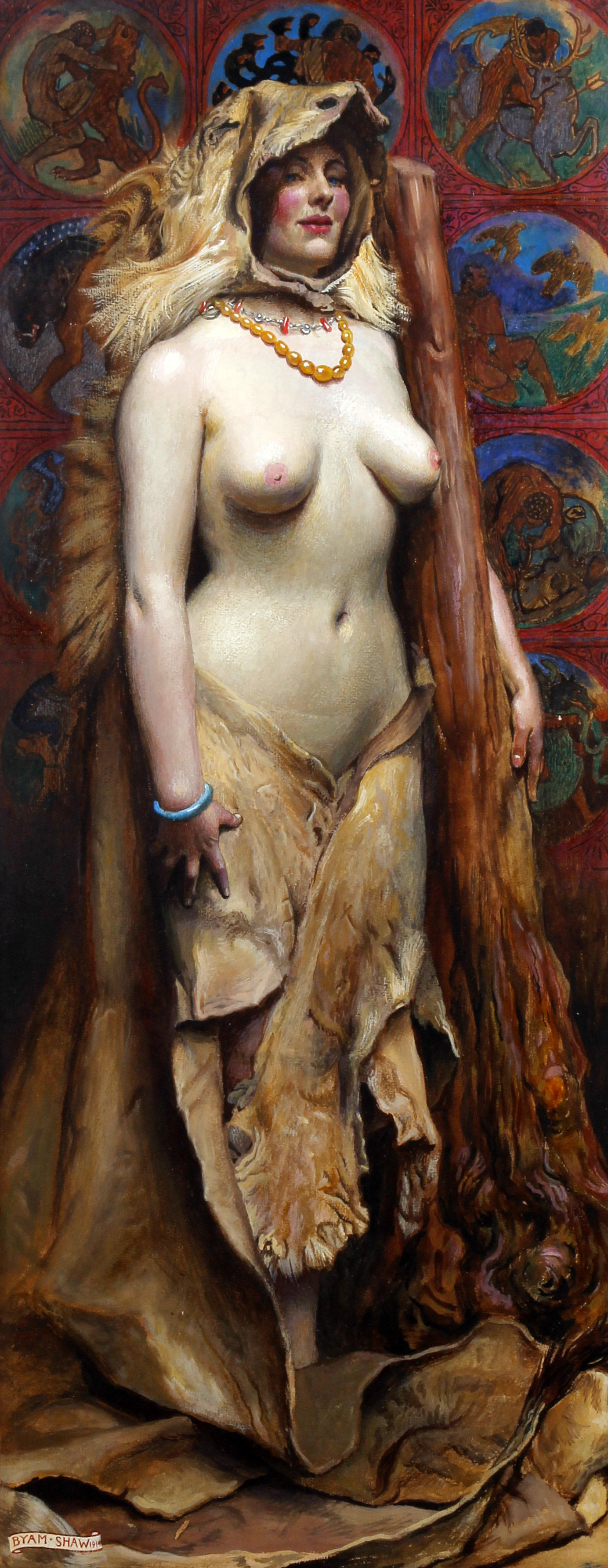
Byam Shaw, 1914, Omphale.

### Musique
Plusieurs tragédies lyriques sont composées au sujet d'Hercule et d'Omphale. En 1701, André-Cardinal Destouches compose une Omphale en cinq actes et un prologue, sur un livret d'Antoine Houdar de La Motte, qui est créée au théâtre du Palais-Royal le 10 novembre 1701. Peu après, Jean-Baptiste Cardonne compose également une Omphale. Jean-Baptiste Cardonne a composé à son tour Omphale en 1769.
Le Rouet d'Omphale, poème symphonique du compositeur français Camille Saint-Saëns achevé en 1869, est une évocation musicale d'Hercule pendant sa servitude auprès d'Omphale, pendant que le héros manie le rouet.

### Cinéma
Le mythe d'Hercule et d'Omphale inspire le genre du péplum, tout comme les aventures d'Hercule en général. Hercule et la Reine de Lydie, film franco-italien réalisé par Pietro Francisci en 1959, forme une suite aux Travaux d'Hercule du même réalisateur sorti l'année précédente. Hercule (Steve Reeves) et Ulysse (Gabriele Antonini) y sont enlevés par des soldats d'Omphale alors qu'Hercule tentait de régler le conflit entre Étéocle et Polynice à Thèbes. Omphale, incarnée par Sylvia Lopez, épouse des hommes beaux et vigoureux et leur fait perdre la mémoire en les droguant. Lorsqu'elle se lasse d'eux, elle les tue en les jetant dans un bain de préservation qui pétrifie leur corps : elle s'est ainsi constitué une galerie des statues de ses anciens amants infortunés. La ruse d'Ulysse permet heureusement à Hercule d'éviter ce triste sort.